# 2809 Вернадський

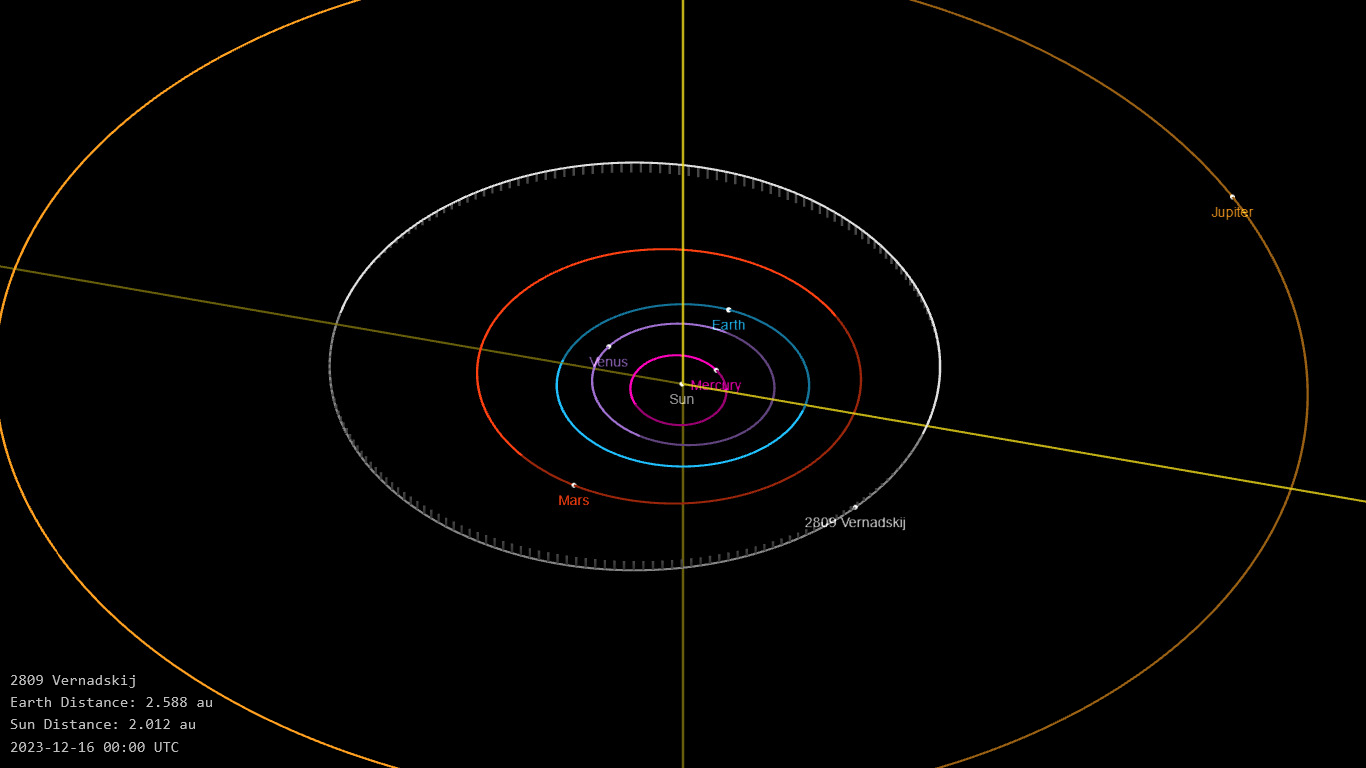
2809 Vernadskij

2809 Верна́дський (2809 Vernadskij) — астероїд головного поясу, відкритий 31 серпня 1978 року.
Тіссеранів параметр щодо Юпітера — 3,486.